# Sindelsdorf

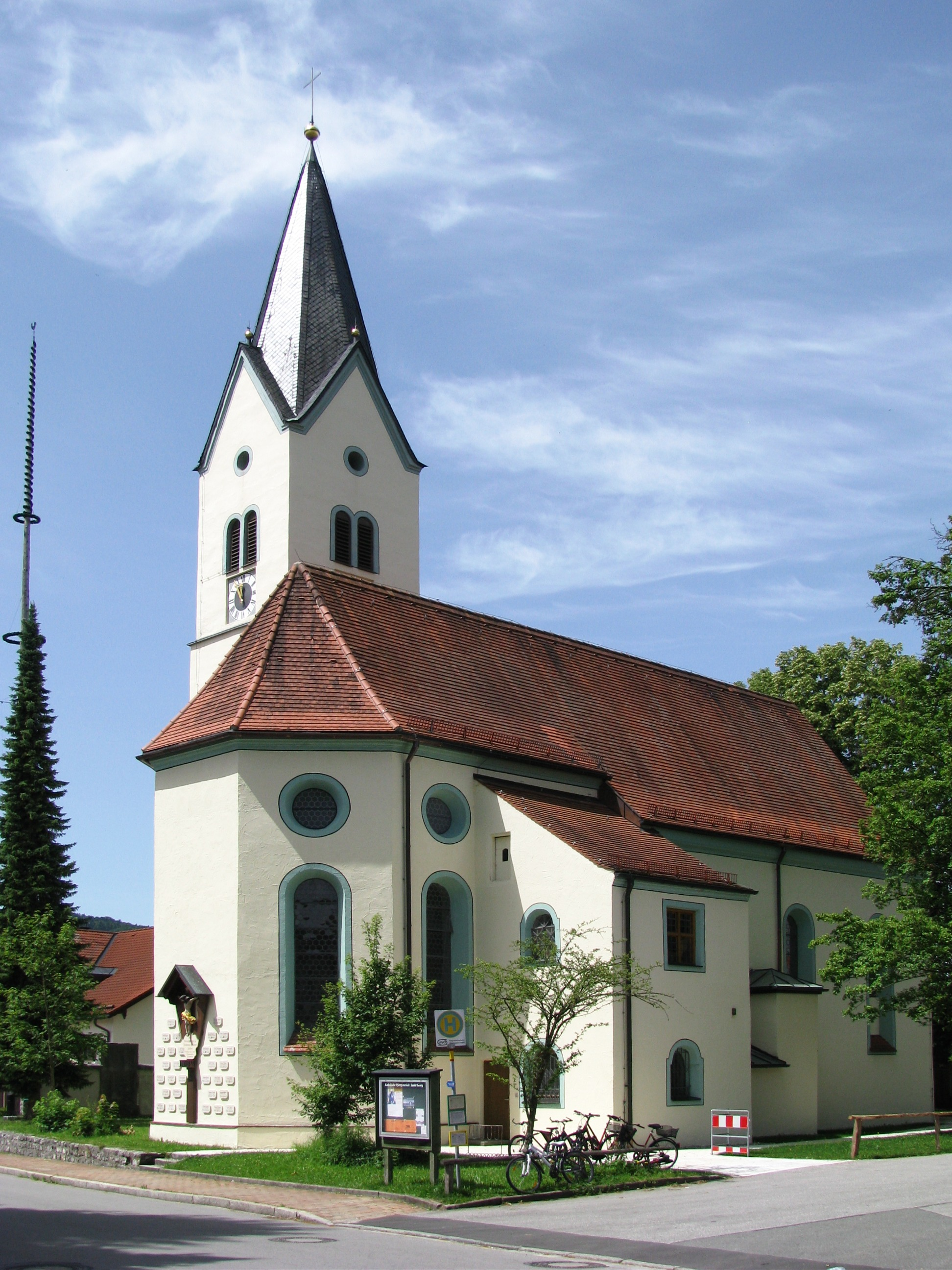
Pfarrkirche St. Georg

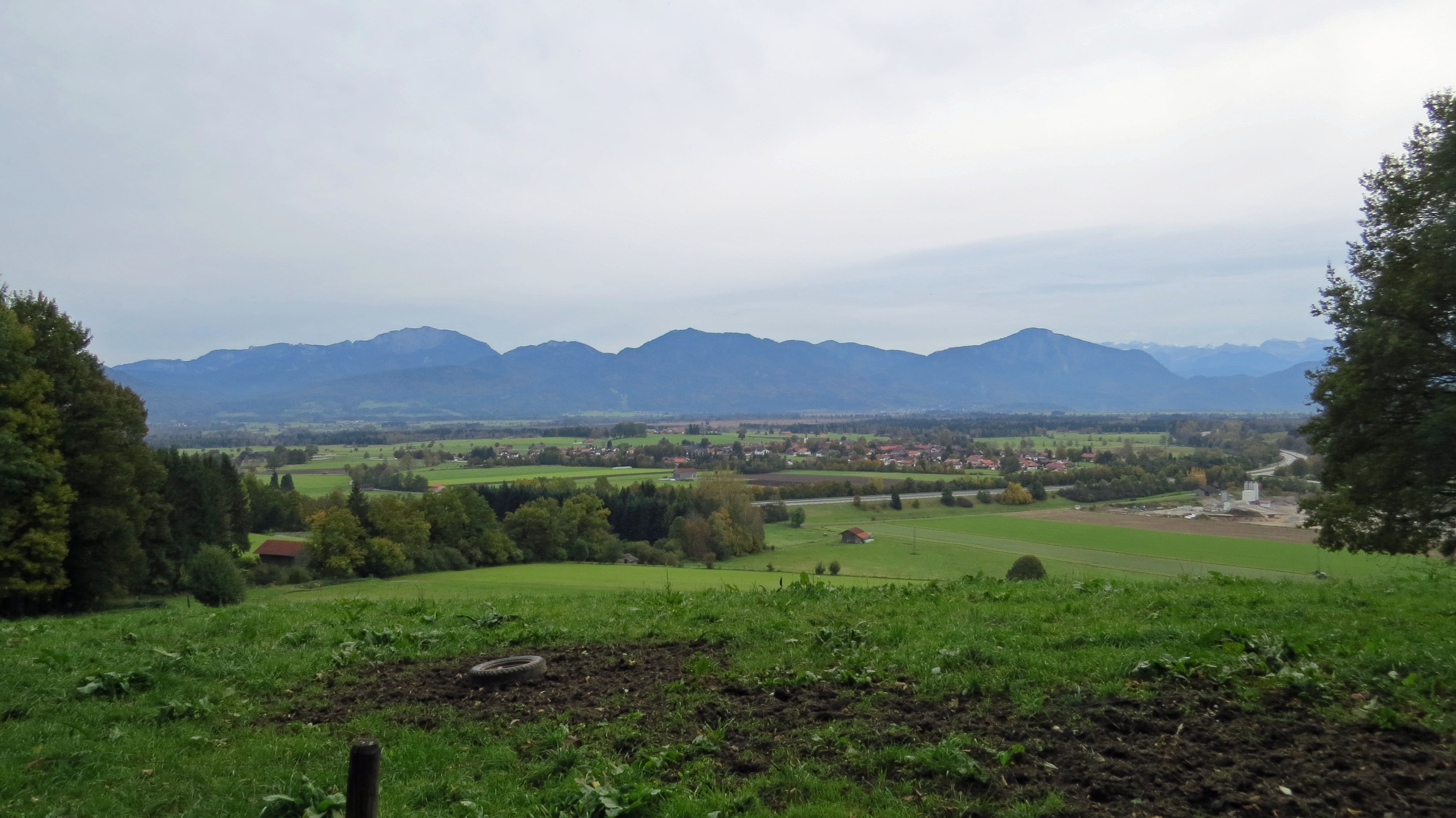
Sindelsdorf von Nordwesten

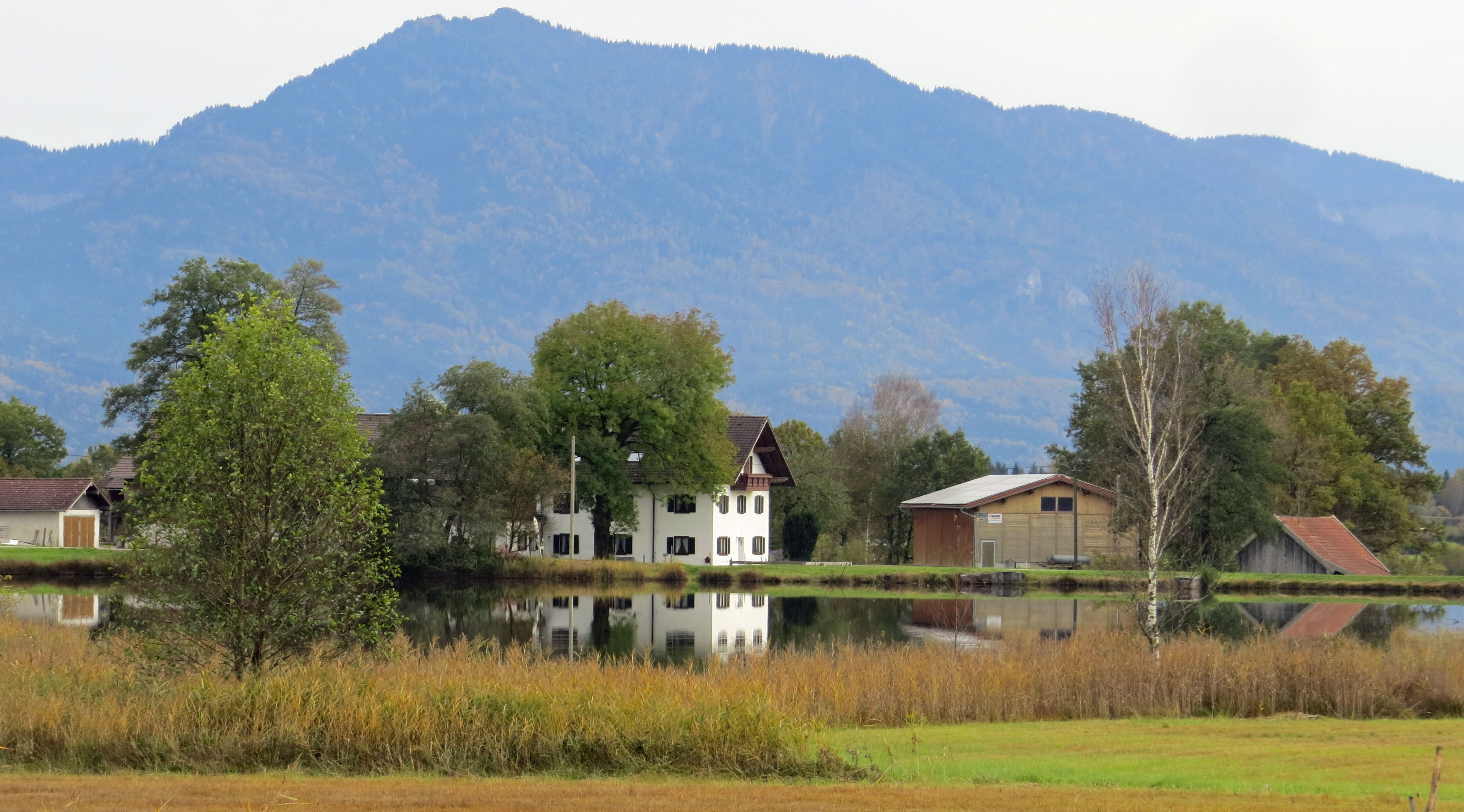
Riederner Weiher, Sindelsdorf

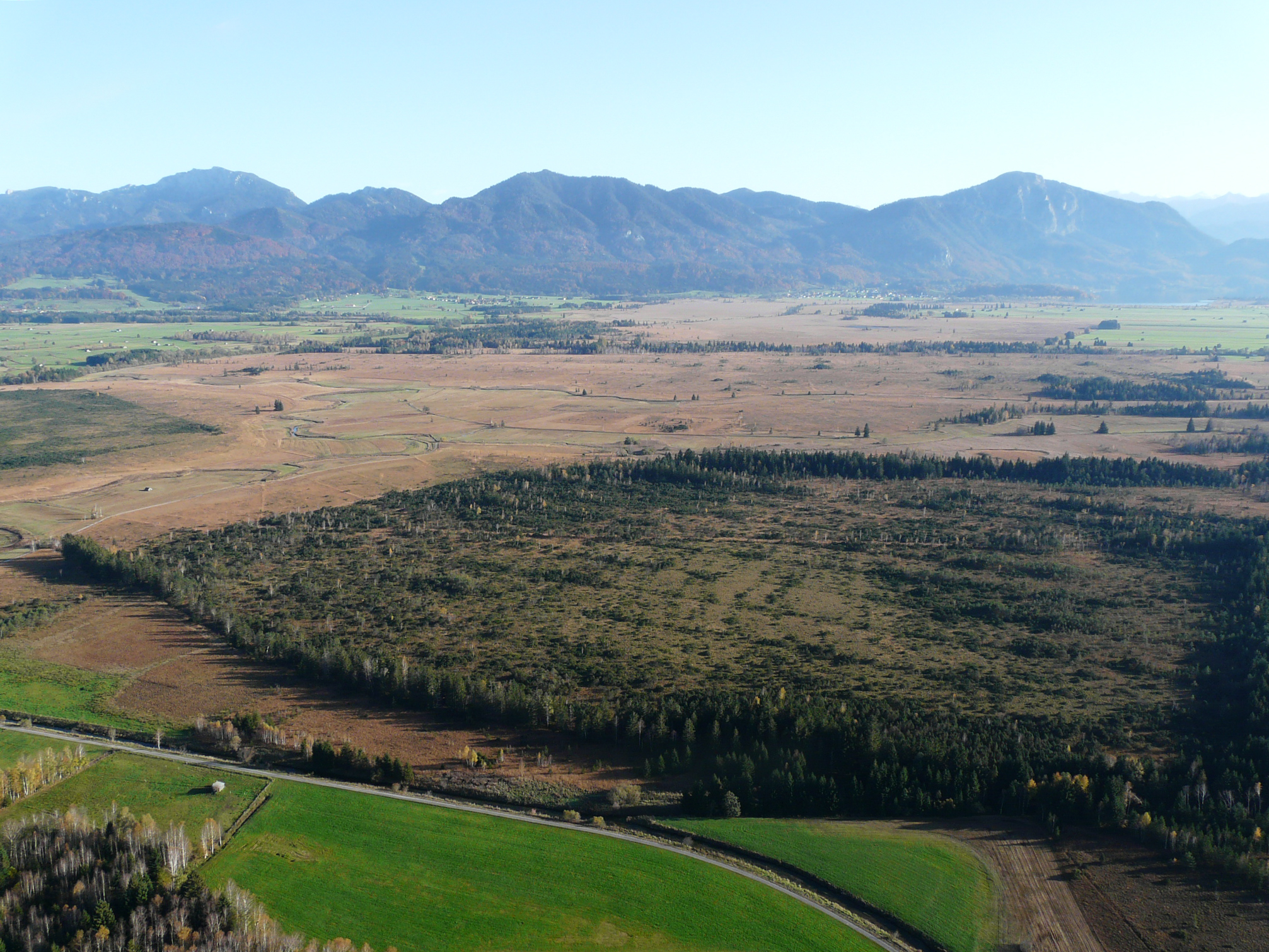
Filze südlich von Sindelsdorf

Sindelsdorf ist eine Gemeinde im oberbayerischen Landkreis Weilheim-Schongau. Die Gemeinde ist Mitglied der Verwaltungsgemeinschaft Habach.

## Geografie
Die Gemeinde liegt in der Region Oberland.
Südöstlich des Ortes befindet sich das Naturschutzgebiet Fichtsee im Sindelsbachfilz.
Es gibt fünf Gemeindeteile (in Klammern ist der Siedlungstyp angegeben):
- Berghof (Einöde)
- Mühleck (Weiler)
- Riedern (Dorf)
- Sindelsdorf (Pfarrdorf)
- Urthal (Weiler)

Es gibt nur die Gemarkung Sindelsdorf.

## Geschichte

### Bis zur Gemeindegründung
Der Ort wird in einer Urkunde anlässlich der Gründung des Klosters Scharnitz im Jahr 763 erstmals erwähnt.
Sindelsdorf im heutigen Oberbayern gehörte zum Kloster Benediktbeuern unter der Landeshoheit des Kurfürstentums Bayern.
Mit dem Gemeindeedikt von 1818 entstand die Gemeinde Sindelsdorf, die zum Landgericht Weilheim gehörte.

### 20. Jahrhundert
Sindelsdorf war  wie Murnau ein Zentrum der Redaktionsgemeinschaft des Blauen Reiters. Von 1909 bis 1914 lebten hier Franz Marc, Jean-Bloé Niestlé und Heinrich Campendonk. Nicht weniger bekannte Künstler wie Wassily Kandinsky, August und Helmuth Macke, Gabriele Münter sowie Alexej von Jawlensky kamen zu Arbeitsgesprächen zu Besuch. Viele berühmte Gemälde wie Der Turm der blauen Pferde von Marc entstanden in Sindelsdorf.

### Einwohnerentwicklung
Zwischen 1988 und 2018 wuchs die Gemeinde von 808 auf 1203 um 395 Einwohner bzw. um 48,9 %.
| Jahr      | 1871 | 1925 | 1950 | 1970 | 1987 | 1991 | 1995 | 2000 | 2010 | 2015 | 2020 |
| --------- | ---- | ---- | ---- | ---- | ---- | ---- | ---- | ---- | ---- | ---- | ---- |
| Einwohner | 0406 | 0883 | 0846 | 0681 | 0783 | 0895 | 0899 | 1011 | 1078 | 1199 | 1215 |

## Politik

### Gemeinderat
Die Gemeinderatswahl 2020 erbrachte folgende Sitzverteilung:
- CSU/Offene Bürgerliste Sindelsdorf: 7 Sitze
- Unabhängige Wählergruppe Sindelsdorf: 5 Sitze

### Bürgermeister
Bürgermeister ist seit Mai 2020 Andreas Obermaier von der CSU/Offene Bürgerliste. Sein Amtsvorgänger war ab Mai 1990 Josef Buchner von der Unabhängigen Wählergruppe (UWS).

### Wappen
|                         | Blasonierung: „In Rot ein silbernes Balkenkreuz, dessen Querbalken einen vorne stehenden goldenen Abtstab überdeckt; im linken oberen Winkel ein goldenes Widderhorn, im linken unteren Winkel ein sechsstrahliger goldener Stern.“ |
| Wappenführung seit 1978 | |

## Wirtschaft und Infrastruktur

### Wirtschaft einschließlich Land- und Forstwirtschaft
Es gab nach der amtlichen Statistik 2023 127 sozialversicherungspflichtig Beschäftigte am Arbeitsort. Sozialversicherungspflichtig Beschäftigte am Wohnort gab es 540. Im verarbeitenden Gewerbe gab es keine, im Bauhauptgewerbe zwei Betriebe. Zudem bestanden im Jahr 2020 28 landwirtschaftliche Betriebe mit einer landwirtschaftlich genutzten Fläche von 791 ha. Davon waren 103 ha Ackerfläche und 688 ha Dauergrünfläche.

### Bildung
Es bestehen folgende Einrichtungen (Stand 2024):
- eine Kindertageseinrichtung: 55 genehmigte Betreuungsplätze, 53 betreute Kinder

## Persönlichkeiten

### Söhne und Töchter von Sindelsdorf
- Thomas Quercher (* 1857; † unbekannt), 1918 bis 1919 im Provisorischen Nationalrat, im Dezember 1918 Delegierter zum 1. Rätekongress in Berlin[8]

### Personen, die vor Ort gewirkt haben
- Heinrich Campendonk (1889–1957), deutsch-niederländischer Maler des Blauen Reiters, in Sindelsdorf von 1911 bis 1916
- Franz Marc (1880–1916), deutscher expressionistischer Maler des Blauen Reiters, in Sindelsdorf von 1910 bis 1914
- Jean-Bloé Niestlé (1884–1942), Schweizer Maler des Blauen Reiters, in Sindelsdorf von 1910 bis 1914[9]